# 이양재
이양재(李良在, 1959년 3월 15일 ~ )은 대한민국의 제8·9대 충청북도 괴산군의원이다.

## 경력
- 감물면 주민자치위원
- 감물면 대상동 이장
- 감물면 의용소방대 방호부장
- 감물면 자율방범대장
- 감물면 농업경영인 회장
- 안전문화운동추진 괴산군위원회 위원
- 괴산고추축제추진위원회 위원
- 괴산군 정책토론청구심의위원회 위원
- 괴산군 학교급식지원심의위원회 위원
- 괴산군 기업유치심의위원회 위원
- 괴산군 규제개혁위원회 위원
- 불정농협 감사
- 감물신협 감사
- 감물초등학교 운영위원장
- 괴산군 농촌지도자 회장
- 괴산군 농업인단체장 협의회장
- 초록우산 어린이재단후원회 운영위원
- 시골절임배추 감물지소장
- 흙사랑영농조합법인 이사
- 더불어민주당 충청북도 농업정책위원장
- 2018.07 ~ 2022.06 제8대 충청북도 괴산군의회 의원
- 2018.07 ~ 2020.07 제8대 충청북도 괴산군의회 전반기 산업개발위원회 위원
- 2018.07 ~ 2020.07 제8대 충청북도 괴산군의회 전반기 운영행정위원회 위원
- 2018.07 ~ 2020.07 제8대 충청북도 괴산군의회 전반기 예산결산특별위원회 위원
- 2020.07 ~ 2022.06 제8대 충청북도 괴산군의회 후반기 산업개발위원회 위원
- 2020.07 ~ 2022.06 제8대 충청북도 괴산군의회 후반기 예산결산특별위원회 위원장
- 2024.04 ~ 제9대 충청북도 괴산군의회 의원
- 2024.04 ~ 2024.07 제9대 충청북도 괴산군의회 전반기 운영행정위원회 위원
- 2024.04 ~ 2024.07 제9대 충청북도 괴산군의회 전반기 산업개발위원회 위원
- 2024.04 ~ 2024.07 제9대 충청북도 괴산군의회 전반기 예산결산특별위원회 위원
- 2024.04 ~ 2024.07 제9대 충청북도 괴산군의회 전반기 윤리특별위원회 위원
- 2024.04 ~ 제9대 충청북도 괴산군의회 환경보전특별위원회 위원
- 2024.04 ~ 제9대 충청북도 괴산군의회 주요건설사업장현지조사특별위원회 위원
- 2024.07 ~ 제9대 충청북도 괴산군의회 후반기 산업개발위원장

## 수상
- 2020년 지방의정봉사상 수상

## 역대 선거 결과
|  | 37.57% |

|  | 26.28% |

|  | 43.36% |